# Liste öffentlicher Kneipp-Anlagen im Landkreis Göppingen
In der Liste öffentlicher Kneipp-Anlagen im Landkreis Göppingen sind öffentliche Kneipp-Anlagen für Orte, die zum Landkreis Göppingen in Baden-Württemberg gehören, aufgeführt. Sie ist primär nach Orten sortiert, unabhängig davon, ob es sich um Ortsteile, Gemeinden oder Städte handelt. Kneipp-Anlagen können laut Kneipp-Bund in Form von Wassertretanlagen oder Armbecken vorliegen und unterliegen grundsätzlich nicht der Trinkwasserverordnung. Kneipp-Anlagen werden häufig künstlich angelegt. Daneben gibt es in den natürlichen Verlauf von Fließgewässern eingebettete Wassertretstellen. Kneippen ist eine Behandlungsmethode der Hydrotherapie, die auf der Grundlage von Sebastian Kneipp angewendet wird. Hierbei wird in kaltem Wasser auf der Stelle geschritten. In Armbecken werden die Arme bis zur Mitte der Oberarme ins kalte Wasser getaucht. Die Liste erhebt keinen Anspruch auf Vollständigkeit.

## Kneipp-Anlagen im Landkreis Göppingen
Derzeit sind im Landkreis Göppingen 7 öffentliche Kneipp-Anlagen erfasst (Stand: 20. Juli 2022):
| Bild | Ort            | Beschreibung                                                                     | ↴ Zufluss / ↳ Abfluss            | Standort                                   |
| --- | -------------- | -------------------------------------------------------------------------------- | -------------------------------- | ------------------------------------------ |
| Kneipp-Bädle Bad Ditzenbach (beim Haus des Gastes) | Bad Ditzenbach | Kneipp-Anlage beim Haus des Gastes, mit Armbecken.                               | ↴ Trinkwassernetz ↳ Fils (Fluss) | ⊙ beim Haus des Gastes, Helfensteinstr. 20 |
| Kneipp-Bädle Bad Überkingen (Rötelbachweg/Skihütte) | Bad Überkingen | Kneipp-Anlage Bad Überkingen (Rötelbachweg/Skihütte), ohne Armbecken, T ≤ 10 °C. | ↴↳ Rötelbach (Fils)              | ⊙ Rötelbachweg/Skihütte                    |
| Kneipp-Bädle Bad Überkingen (hinter Autalhalle) | Bad Überkingen | Kneipp-Anlage Bad Überkingen (hinter Autalhalle), ohne Armbecken.                | ↴↳ Mühlbach (Fils)               | ⊙ hinter Autalhalle                        |
| Kneipp-Bädle Bad Überkingen (im Kurpark) | Bad Überkingen | Kneipp-Anlage Bad Überkingen (im Kurpark), mit Armbecken.                        | ↴↳ Fils (Fluss)                  | ⊙ im Kurpark                               |
| Bild gesucht Die Wikipedia wünscht sich an dieser Stelle ein Bild vom hier behandelten Ort. Weitere Infos zum Motiv findest du vielleicht auf der Diskussionsseite . Falls du dabei helfen möchtest, erklärt die Anleitung , wie das geht. BW | Faurndau       | Kneipp-Anlage Faurndau                                                           | ↴↳ Pfuhlbach                     | ⊙                                          |
| Bild gesucht Die Wikipedia wünscht sich an dieser Stelle ein Bild vom hier behandelten Ort. Weitere Infos zum Motiv findest du vielleicht auf der Diskussionsseite . Falls du dabei helfen möchtest, erklärt die Anleitung , wie das geht. BW | Hattenhofen    | Kneipp-Anlage Hattenhofen                                                        | ↴↳ Butzbach                      | ⊙ Hauptstr. (am Sauerbrunnen)              |
| Bild gesucht Die Wikipedia wünscht sich an dieser Stelle ein Bild vom hier behandelten Ort. Weitere Infos zum Motiv findest du vielleicht auf der Diskussionsseite . Falls du dabei helfen möchtest, erklärt die Anleitung , wie das geht. BW | Jebenhausen    | Kneipp-Anlage Göppingen-Jebenhausen                                              | ↴↳ Pfuhlbach                     | ⊙ Schmarrenweg                             |